# Eugenia stephanophylla
Eugenia stephanophylla là một loài thực vật có hoa trong Họ Đào kim nương. Loài này được Baker f. mô tả khoa học đầu tiên năm 1921.